# Annalisa Cucinotta
Annalisa Cucinotta (Latisana, 3 de abril de 1986) es una deportista italiana que compite en ciclismo en las modalidades de pista y ruta.
Ganó una medalla de plata en el Campeonato Europeo de Ciclismo en Pista de 2015, en la prueba de eliminación. En carretera su mayor éxito fue una victoria de etapa en el Giro de Italia Femenino de 2015.

## Trayectoria deportiva
En 2005 venció en el scratch de la Copa del Mundo de 2005, en Sídney. En 2008 ganó otra prueba de la Copa del Mundo, el scratch de Cali. Sin embargo, después de esa victoria dio positivo en un control antidopaje, por lo que fue suspendida por dos años.
En 2015 obtuvo la medalla de plata en la carrera de eliminación del Campeonato Europeo. Ese mismo año logró vencer en la cuarta etapa del Giro de Italia Femenino.

## Medallero internacional
| Campeonato Europeo | Campeonato Europeo | Campeonato Europeo | Campeonato Europeo |
| Año                | Lugar              | Medalla            | Competición        |
| ------------------ | ------------------ | ------------------ | ------------------ |
| 2015               | Grenchen (Suiza)   | Medalla de plata   | Eliminación        |

## Palmarés

### Pista
2005 (como amateur)
- Sídney scratch

2006
- 2 etapas del Eko Tour Dookola Polski
- 2.ª en el Campeonato Europeo Keirin sub-23
- Moscú scratch

2007
- 2.ª en el Campeonato de Italia 500 m
- Campeonato de Italia de keirin
- Campeonato de Italia de scratch
- 2.ª en el Campeonato Europeo de scratch sub-23

2008
- Cali scratch

2013
- 2.ª en el Campeonato de Italia de ómnium
- 2.ª en el Campeonato de Italia  de velocidad por equipos (haciendo equipo con Giorgia Bronzini)
- Campeonato de Italia scratch
- Campeonato de Italia 500 m
- Campeonato de Italia de velocidad
- Copa Internacional de Pista Omnium

2014
- 2.ª en el Campeonato de Italia 500 m
- Campeonato de Italia de scratch
- 2.ª en el Campeonato de Italia de velocidad
- 2.ª en el Campeonato de Italia de keirin
- 2.ª en el Campeonato de Italia de velocidad por equipos
- 2.ª en el Campeonato de Italia de ómnium

2015
- Annadia scratch
- 2.ª en el Campeonato Europeo de eliminación

### Ruta
2015
- 1 etapa del Tour de Catar Femenino
- 1 etapa del Giro de Italia Femenino

## Resultados en Grandes Vueltas y Campeonatos del Mundo
Durante su carrera deportiva ha conseguido los siguientes puestos en las Grandes Vueltas femeninas y en los Campeonatos del Mundo en carretera:
| Carrera         | 2006 | 2007 | 2008 | 2009 | 2010 | 2011 | 2012 | 2013  | 2014  | 2015 | 2016 | 2017  |
| --------------- | ---- | ---- | ---- | ---- | ---- | ---- | ---- | ----- | ----- | ---- | ---- | ----- |
| Giro de Italia  | -    | -    | -    | -    | -    | -    | 96.ª | 120.ª | 118.ª | 88.ª | -    | 114.ª |
| Tour de l'Aude  | -    | -    | -    | -    | -    | X    | X    | X     | X     | X    | X    | X     |
| Grande Boucle   | -    | -    | -    | -    | X    | X    | X    | X     | X     | X    | X    | X     |
| Mundial en Ruta | -    | -    | -    | -    | -    | -    | -    | -     | -     | -    | -    | -     |

-: no participa

Ab: abandono

X: ediciones no celebradas

## Equipos
- S.C. Michela Fanini Record Rox (2006-2008)
- Top Girls Fassa Bortolo Raxy Line (2009)
- Kleo Ladies Team (2011-2012)
- Servetto-Footon (07.2013-2014)
- Alé Cipollini (2015-2016)
- Lensworld-Kuota (2017)